# 7229 Тонімур
7229 Тонімур (7229 Tonimoore) — астероїд головного поясу, відкритий 12 вересня 1985 року.
Тіссеранів параметр щодо Юпітера — 3,451.